# 問A咖
「問A咖」是中央研究院天文及天文物理研究所持續舉辦的科普活動，與國外名為 Ask An Astronomer一類的天文科普問答集異曲同工，饒富趣味之處是台灣版的「問A咖」更鼓勵真人實際互動。透過預約制活動，學者與民眾輕鬆聊天，一方面對各類天文迷思問題提供解答，一方面以研究心得和學習經驗回饋社會。該活動緣起於該所同仁有感於在學學生應加強多問問題的能力，培養與研究人員「聊天」的能力，可孕育更多對天文及各類科學有興趣的研究人才。該所天文學者多人響應支持，民眾也回響熱烈。試辦階段最初該活動原名稱為「宇宙探險幫」，第一次活動舉辦的時間為2011年3月11日，特別針對高中生。2012年之後改名為「問A咖」。
「A咖」一詞在台灣地區大眾媒體中，常用來形容「優秀、頂尖人物」，天文學家的英文則為 Astronomer，也是A開頭，活動名稱似乎有意語帶雙關。

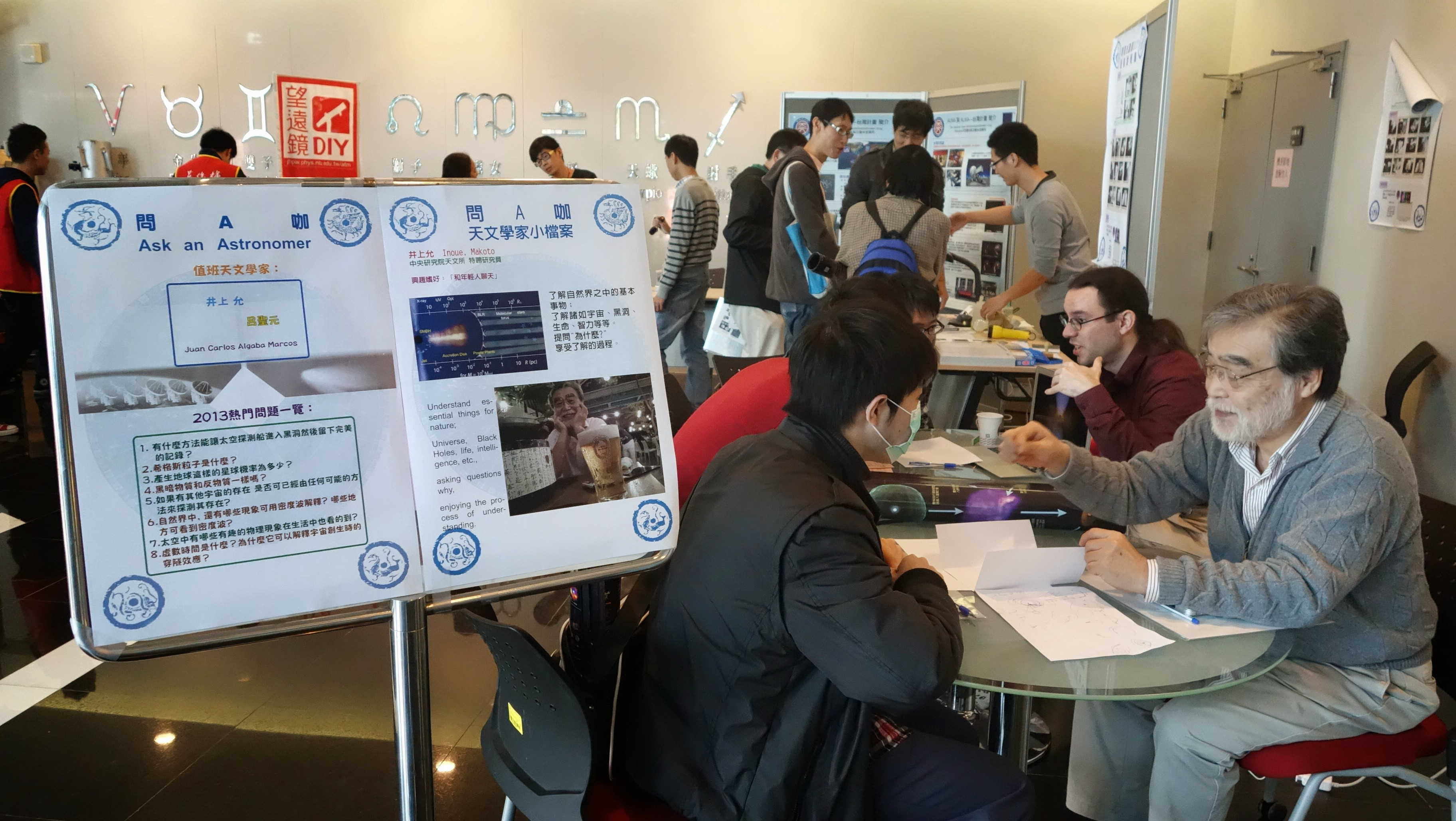

「問A咖」活動每年春秋兩季固定於中央研究院南港總部和中研院台灣大學公館院區舉行。亦曾於花蓮東華大學（中研院天文所「宇宙探險幫 」在花蓮）及新竹清華大學（夜問，2015）舉辦。